# Національні автошляхи Норвегії

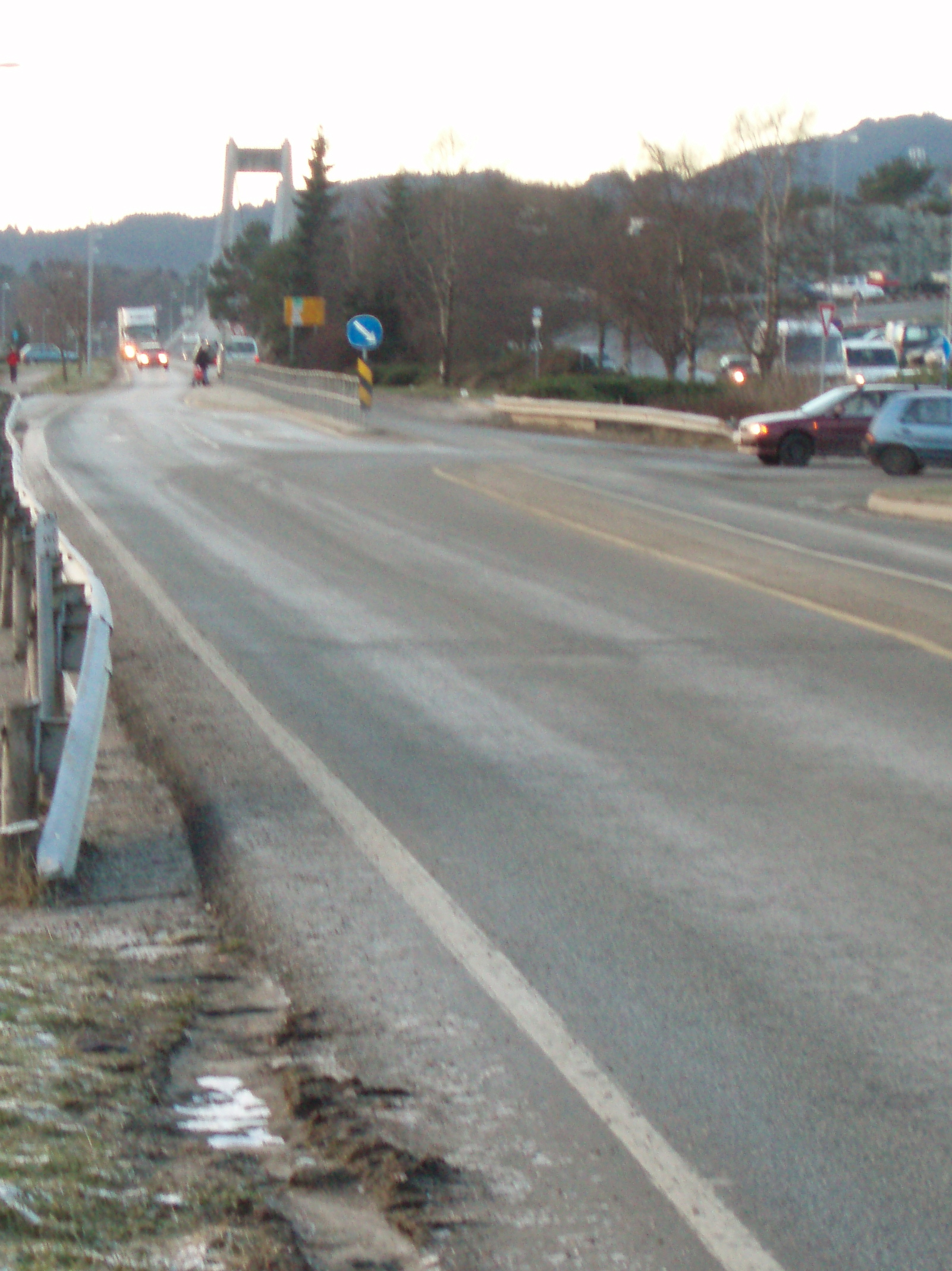
Національна дорога та європейський маршрут E39 у місті Кнарвік, Гордаланн

Норвезькі національні автошляхи (норв.: Riksvei/Riksveg абр. Rv; дослівно: дорога багатства/ царства) — це дороги, класифіковані таким чином Норвезькою державною адміністрацією доріг (Statens vegvesen), яка їх також підтримує. У 2007 році було 27 343 кілометри (16 990 миля) цього класу норвезьких доріг, що становило 29,4 % доріг загального користування в Норвегії.
Із 2010 року, після адміністративної реформи, більшість національних доріг були передані округам. Зараз їх називають повітовими дорогами поряд із вже існуючими фюльке дорогами. 17 200 кілометрів (10 700 миля) національних доріг було передано разом із щорічною компенсацією 6,9 млрд норвезьких крон за обслуговування. Станом на 1 січня 2010 року було 10 10 451 кілометр (6 494 миля) від національних доріг залишилось.
Національні дороги обираються за критеріями важливості для далеких поїздок. Також включені деякі дороги, що сполучаються з основними аеропортами.
Державні дороги поділяються на дві категорії: європейські маршрути та інші національні дороги. Маршрутні знаки для європейських маршрутів мають знак «Е» перед номером національної дороги, а знак зеленого кольору з білим шрифтом. Інші національні дороги також позначені зеленими знаками.

## Колишні національні дороги
Усі національні дороги до 2010 року мають асфальтобетонне покриття. Виняток становлять деякі дороги, яким надано особливий статус або захист. «Пакет гравійних доріг» був урядовим планом, який передбачав, що всі національні дороги, які не мають особливого значення в Національному плані охорони доріг, мостів та культурної спадщини, пов'язаних із дорогами (Nasjonal verneplan для veger, bruer og vegrelaterte kulturminner) отримували асфальтове покриття. Норвезька національна дорога 716 між Берглі та Валенсом у місті Фрея, Сер-Тренделаг, була останньою регулярною ділянкою національної дороги з гравійним покриттям. Останні два кілометри, що залишились, були заасфальтовані 17 грудня 2003 року за участю, серед інших, міністра транспорту та зв'язку Турілль Скуґсгольм (Torild Skogsholm).
Колишні національні норвезькі дороги, які відповідно до плану охорони підтримуються як гравійні дороги, — це дорога 252 (Тюін — Ейдсбугарден), дорога 258 (Гротлі-Оспелі-бру) та дорога 886 (Б'єрнштад — Якобсельв). Усі ці дороги після реформи були перетворені на фюльке.
Організація національних, фюльке та сільських доріг (пізніше муніципальних доріг) була введена в 1931 році. Починаючи з 1912 року, дороги були розділені на головні («hovedveier») та сільські («bygdeveier»). У 1931 році були введені номерні знаки національних доріг. Основні дороги були двоцифровими, що закінчувалися нулем, наприклад, дорога 50 Осло — Кіркенес. Основні дороги в Естфолі пронумеровані 1–9 на основі старої місцевої системи. У 1965 році була введена нова система, яка включала електромагістралі, і більшість із них використовується і сьогодні (2019).

## Нумерація норвезьких національних доріг
| Запис                                                                            | Маршрут | Довжина                | Кінцеві точки / Розташування                           |
| -------------------------------------------------------------------------------- | ------- | ---------------------- | ------------------------------------------------------ |
| Найдовша національна дорога в Норвегії Найдовший європейський маршрут у Норвегії | E 6     | 2578 км                | Свінесунн — Кіркенес                                   |
| Найдовша національна дорога в Норвегії, що не є європейським маршрутом           | Rv 13   | 427 км                 | Сондал — Ставангер                                     |
| Найдовший європейський маршрут, який частково пролягає через Норвегію            | E 75    | 4340 км                | Варде — Сітія в Греції                                 |
| Найкоротший європейський маршрут у Норвегії                                      | Е 105   | 15 км                  | Кіркенес — кордон Стурскуг                             |
| Найкоротша інша національна дорога                                               | Rv 562  | 32 м                   | Нестеторгет (Nøstetorget) у Бергені                    |
| Найвищий національний гірський перевал                                           | Rv 7    | 1250 м AMSL            | Гардангервідда                                         |
| Найдовший національний дорожній тунель                                           | E 16    | 24.510 км              | Лердалський тунель (світовий рекорд)                   |
| Найдовший національний автомобільний міст                                        | E 18    | 1892 м                 | Драмменський міст                                      |
| Найнижча національна дорога                                                      | E 39    | 260 м нижче рівня моря | Тунель Бемлафьорд (найнижчий E-маршрут у всіх країнах) |
| Найдовший відрізок вітчизняного порому                                           | Rv 80   | 192 км (8–9 годин)     | Бодо — Рост — Верей — Москенес                         |
| Національна дорога з найбільшою кількістю поромів (усередині країни)             | E 39    | 8                      | Тронгейм — Крістіансанд                                |